# Andreas Köpke
Andreas Köpke (ur. 12 marca 1962 w Kilonii) – niemiecki piłkarz występujący na pozycji bramkarza. Ojciec innego piłkarza, Pascala Köpkego.

## Kariera klubowa
Köpke jest wychowankiem klubu Holstein Kiel, gdzie treningi rozpoczął w 1967 roku. W 1979 roku został włączony do jego pierwszej drużyny, grającej w 2. Bundeslidze. W 1981 roku spadł z zespołem do Oberligi. W Holstein spędził jeszcze 2 lata.
W 1983 roku Köpke przeniósł się do drugoligowego SC Charlottenburg. Przez rok wystąpił tam 38 ligowych pojedynkach. W 1984 roku po spadku jego zespołu do Oberligi, przeszedł do Herthy Berlin, występującej w 2. Bundeslidze. Jej barwy reprezentował przez kolejne 2 lata.
W 1986 roku przeszedł do 1. FC Nürnberg, grającego w Bundeslidze. W tych rozgrywkach zadebiutował 9 sierpnia 1986 roku w przegranym 3:5 meczu z Werderem Brema. 31 października 1992 roku w wygranym 2:1 spotkaniu z 1. FC Köln strzelił gola z rzutu karnego, który był jego pierwszym w trakcie kariery. W 1993 roku został wybrany Niemieckim Piłkarzem Roku. W 1. FC Nürnberg Köpke grał przez 8 lat.
W 1994 roku przeniósł się do innego pierwszoligowego zespołu, Eintrachtu Frankfurt. Pierwszy ligowy mecz zaliczył tam 20 sierpnia 1994 roku przeciwko 1. FC Köln (0:0). W Eintrachcie przez 2 lata rozegrał 66 spotkań. W 1996 roku został wybrany Najlepszym Bramkarzem Europy oraz Najlepszym Bramkarzem Świata. W tym samym roku spadł z klubem do 2. Bundesligi, po czym opuścił drużynę.
Latem 1996 roku Köpke podpisał kontrakt z francuskim Olympique Marsylia. W 1998 roku zajął z nim 4. miejsce w Ligue 1. Pod koniec tego samego roku ponownie został graczem drużyny 1. FC Nürnberg (Bundesliga). W 1999 roku spadł z nią do 2. Bundesligi, a w 2001 roku zakończył karierę.

## Kariera reprezentacyjna
W reprezentacji RFN Köpke zadebiutował 30 maja 1990 roku w wygranym 1:0 towarzyskim meczu z Danią. W tym samym roku znalazł się w kadrze na Mistrzostwa Świata. Nie zagrał na nich ani razu, a jego drużyna zajęła 1. miejsce w turnieju.
W 1992 roku Köpke został powołany do kadry na Mistrzostwa Europy. Nie wystąpił na nich w żadnym spotkaniu, ale wywalczył z reprezentacją wicemistrzostwo Europy. W 1994 roku ponownie wziął udział w Mistrzostwach Świata. Tym razem również nie zagrał na nich ani razu, a Niemcy zakończyli turniej w ćwierćfinale.
W 1996 roku Köpke ponownie był w drużynie na Mistrzostwa Europy. Wystąpił na nich w pojedynkach z Czechami (2:0), Rosją (3:0), Włochami (0:0), Chorwacją (2:1), Anglią (1:1, 7:6 w rzutach karnych) oraz w finale z Czechami (1:1, 2:1 po dogrywce). Niemcy zostali triumfatorem tamtego turnieju.
W 1998 roku Köpke po raz trzeci w karierze uczestniczył w Mistrzostwach Świata. Zagrał na nich w meczach ze Stanami Zjednoczonymi (2:0), Jugosławią (2:2), Iranem (2:0), Meksykiem (2:1) oraz z Chorwacją (0:3), a drużyna Niemiec odpadła z mundialu w ćwierćfinale. W latach 1990–1998 w drużynie narodowej Köpke rozegrał w sumie 59 spotkań.